# Ylä-Ryösiö
Ylä-Ryösiö eller Ryösiönjärvi är en sjö i Finland. Den ligger i kommunen Tohmajärvi i landskapet Norra Karelen, i den sydöstra delen av landet, 400 km nordost om huvudstaden Helsingfors. Ylä-Ryösiö ligger 128 meter över havet. Den är 16,3 meter djup. Arean är 43,7 hektar och strandlinjen är 6,1 kilometer lång. Sjön  ingår i Jänisjokis huvudavrinningsområde.   I omgivningarna runt Ylä-Ryösiö växer i huvudsak blandskog.